# Ljudmila Alekszandrovna Lomsina-Rjabova
Ljudmila Alekszandrovna Lomsina-Rjabova (oroszul: Людмила Александровна Ломшина-Рябова, erzául: Рябовонь Людмила, Rjabovony Ljudmila; 1982. november 5. – ) erza nemzetiségű költőnő. 2013-tól az Orosz Írószövetség tagja.

## Élete és pályafutása
A Dubjonki járásban született Povodimovóban, a Mordvin Állami Egyetem finnugor tanszékén végzett 2005-ben. 2005 és 2012 között a Szjatko folyóirat szerkesztőségi titkára, 2012 óta főszerkesztő-helyettes. Versei először helyi újságokban és folyóiratokban jelentek meg. 2005-ben a Mony vajgelem (Монь вайгелем, Az én hangom), valamint 2008-ban a Sag (Шаг, Lépés) című gyűjteményben jelentek meg versei. 2005-ben önálló kötete jelent meg Szijany bajginety (Сиянь байгинеть, Ezüst cseppek) címmel, melyet 2010-ben a Livtjasz narmuny... (Ливтясь нармунь…, Felszállt a madár...) című kötete követett.
2005-ben elnyerte a Mordvin Köztársaság Vezetőjének Irodalmi Díját, 2008-ban a Krivosejev irodalmi díjat, 2018-ban pedig átvehette az észt Rokon Népek Programjának (Hõimurahvaste programm) irodalmi díját.